# Ulotrichopus trisa
Ulotrichopus trisa là một loài bướm đêm trong họ Erebidae.